# Eutresis pethoe
Eutresis pethoe är en fjärilsart som beskrevs av Gillott 1924. Eutresis pethoe ingår i släktet Eutresis och familjen praktfjärilar. Inga underarter finns listade i Catalogue of Life.